# Petersaurach
Petersaurach est une commune allemande de Bavière, située dans l'arrondissement d'Ansbach et le district de Moyenne-Franconie.

## Géographie

Situation de Petersaurach dans l'arrondissement d'Ansbach

Petersaurach est située à 14 km à l'est d'Ansbach, le chef-lieu de l'arrondissement et à 45 km au sud-ouest de Nuremberg.
Les communes d'Altendettelsau et Herpersdorf en 1972, puis les communes de Großhaslach et Vestenberg en 1978 ont été incorporées à la commune de Petersaurach.

## Histoire
La première mention écrite de Petersaurach, sous le nom de Urah, date de 1212 quand l'évêque de Wurtzbourg donne son cloître à l'abbaye de Heilsbronn. Ce n'est qu'en 1311 qu'apparaît le nom de Petersaurach.
La paroisse est formée en 1390 et, en 1528, la Réforme protestante se diffuse dans le village.
En 1818, le village, situé dans le royaume de Bavière, est institué en commune.
L'achèvement de la ligne de chemin de fer Ansbach-Nuremberg en 1875, puis celui de la ligne secondaire Wicklesgreuth-Windsbach en 1895 permettent le développement de la commune.

## Démographie
| 1910   | 1933   | 1939   | 1950  | 1961  | 1970  | 1979  | 2004  | 2009  |
| ------ | ------ | ------ | ----- | ----- | ----- | ----- | ----- | ----- |
| 2 352, | 2 418, | 2 395, | 3 802 | 3 428 | 3 727 | 4 022 | 5 091 | 4 987 |